# Indiana University Mathematics Journal
Indiana University Mathematics Journal is een internationaal, aan collegiale toetsing onderworpen wetenschappelijk tijdschrift op het gebied van de wiskunde.
De naam wordt in literatuurverwijzingen meestal afgekort tot Indiana Univ. Math. J.
Het wordt uitgegeven door de Universiteit van Indiana en verschijnt 6 keer per jaar.
Het tijdschrift werd opgericht in 1952 onder de naam Journal of Rational Mechanics and Analysis. De oorspronkelijke hoofdredacteuren waren Václav Hlavatý en Clifford Truesdell. In 1957 werd Eberhard Hopf de hoofdredacteur en werd de naam van het tijdschrift veranderd in Journal of Mathematics and Mechanics. Tegelijkertijd richtte Truesdell het tijdschrift Archive for Rational Mechanics and Analysis op.